# 万徳駅
万徳駅（マンドクえき）は、大韓民国釜山広域市北区にある釜山交通公社3号線の駅である。駅番号は310。
2023年7月1日に西海線に地下85mの金浦空港駅が開業するまでは、韓国一の深さを誇る駅であった。

## 駅構造
地下65mに位置する島式ホーム1面2線の地下駅。フルスクリーンタイプのホームドアが設置されている。
改札口は地下1階、ホームは地下9階にあり、改札口からホームまでは5本の直通エレベーターと16台のエスカレーター、および非常階段で結ばれている（ただし現在エスカレーターは稼働していない）。

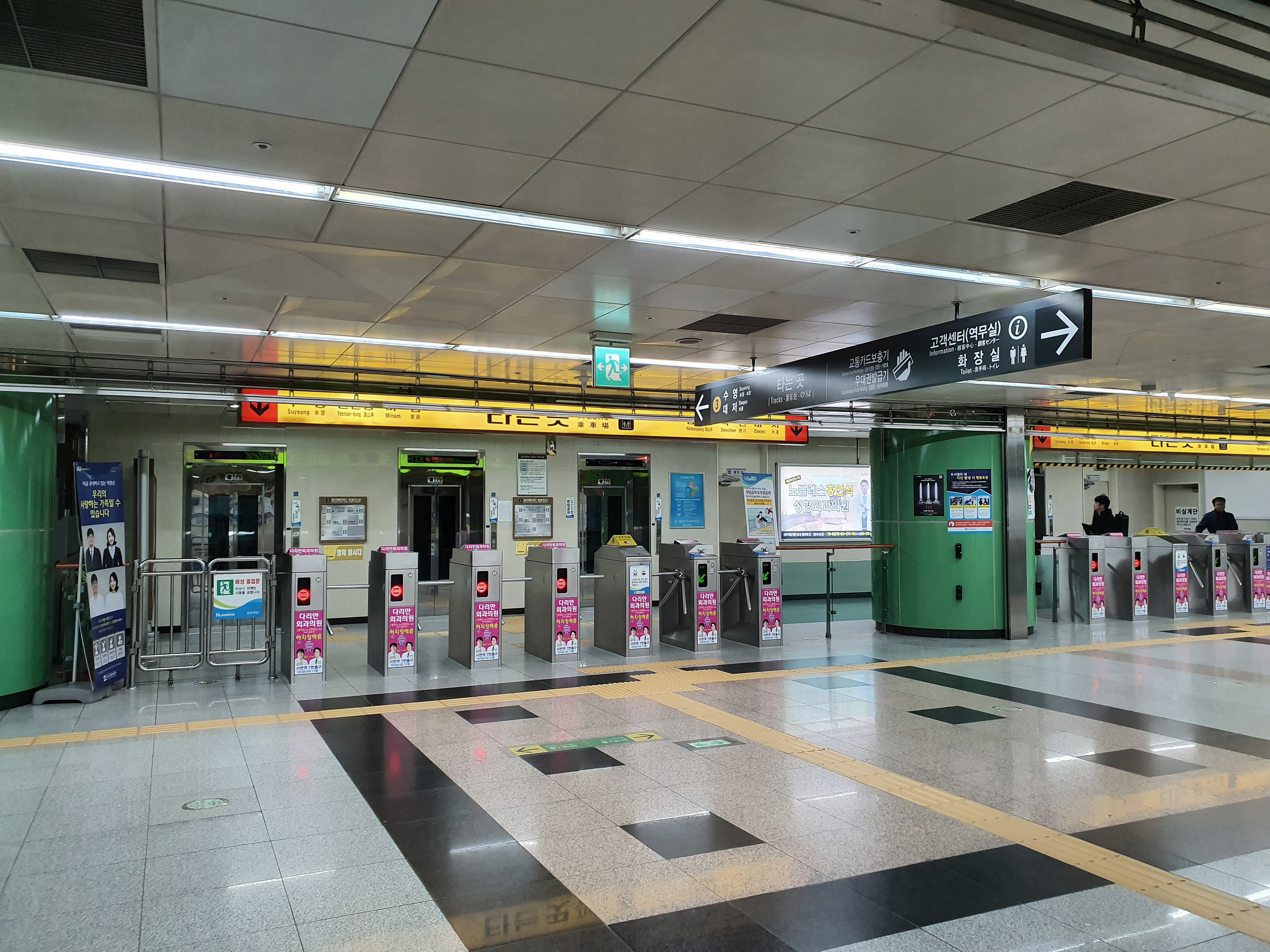
エレベーター前の改札口（2019年12月）
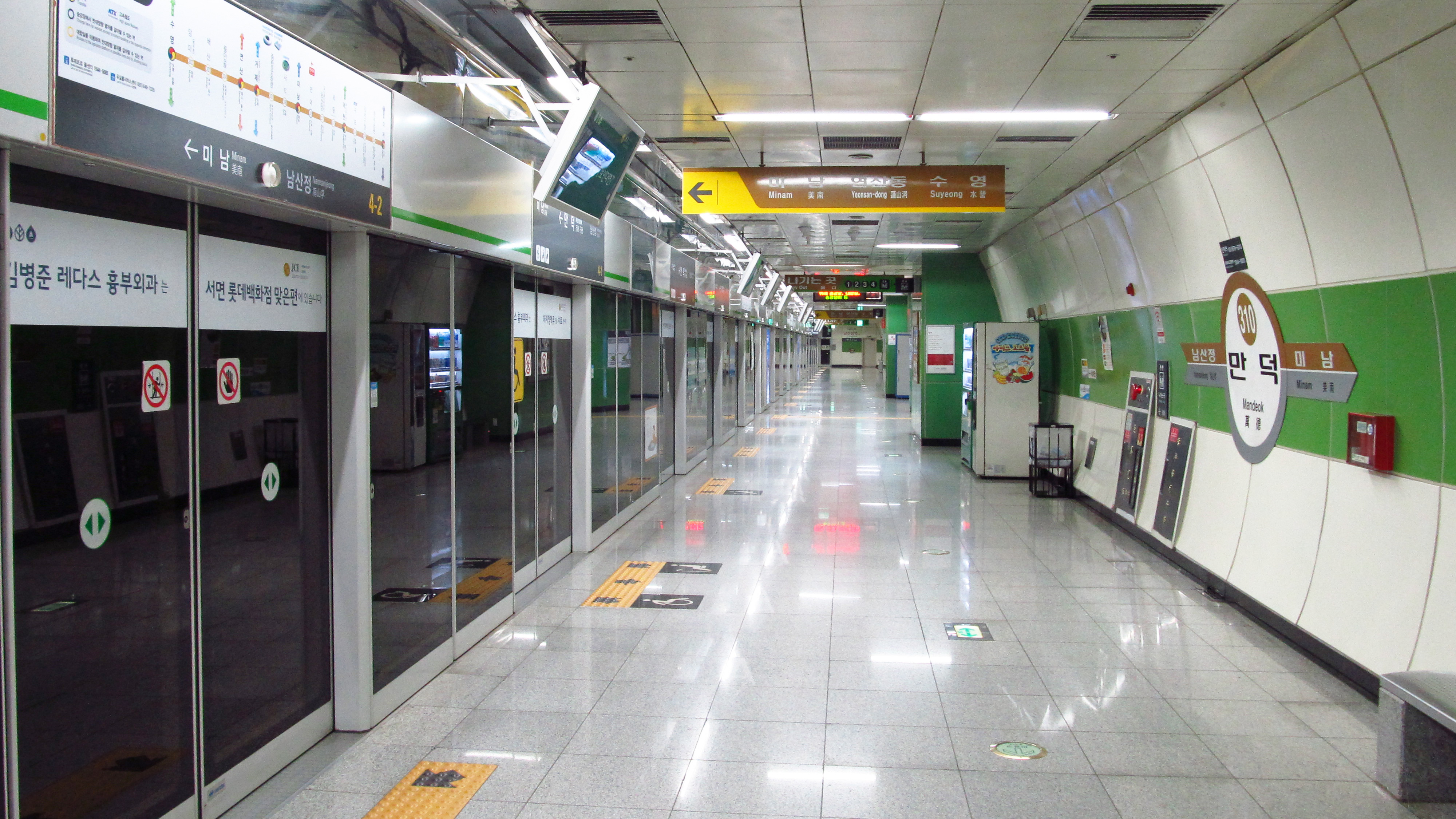
上りホーム（2018年4月）
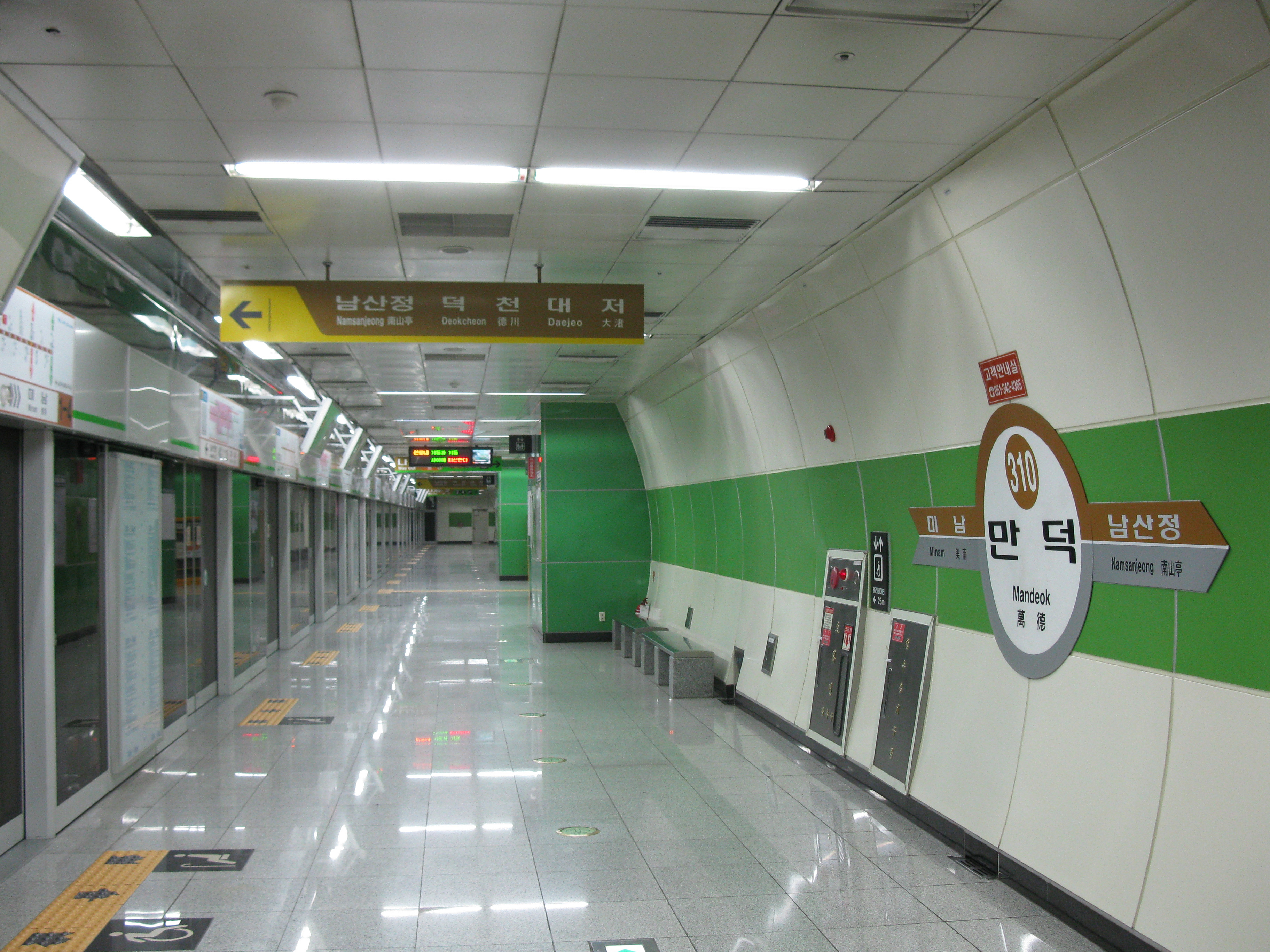
下りホーム（2018年4月）
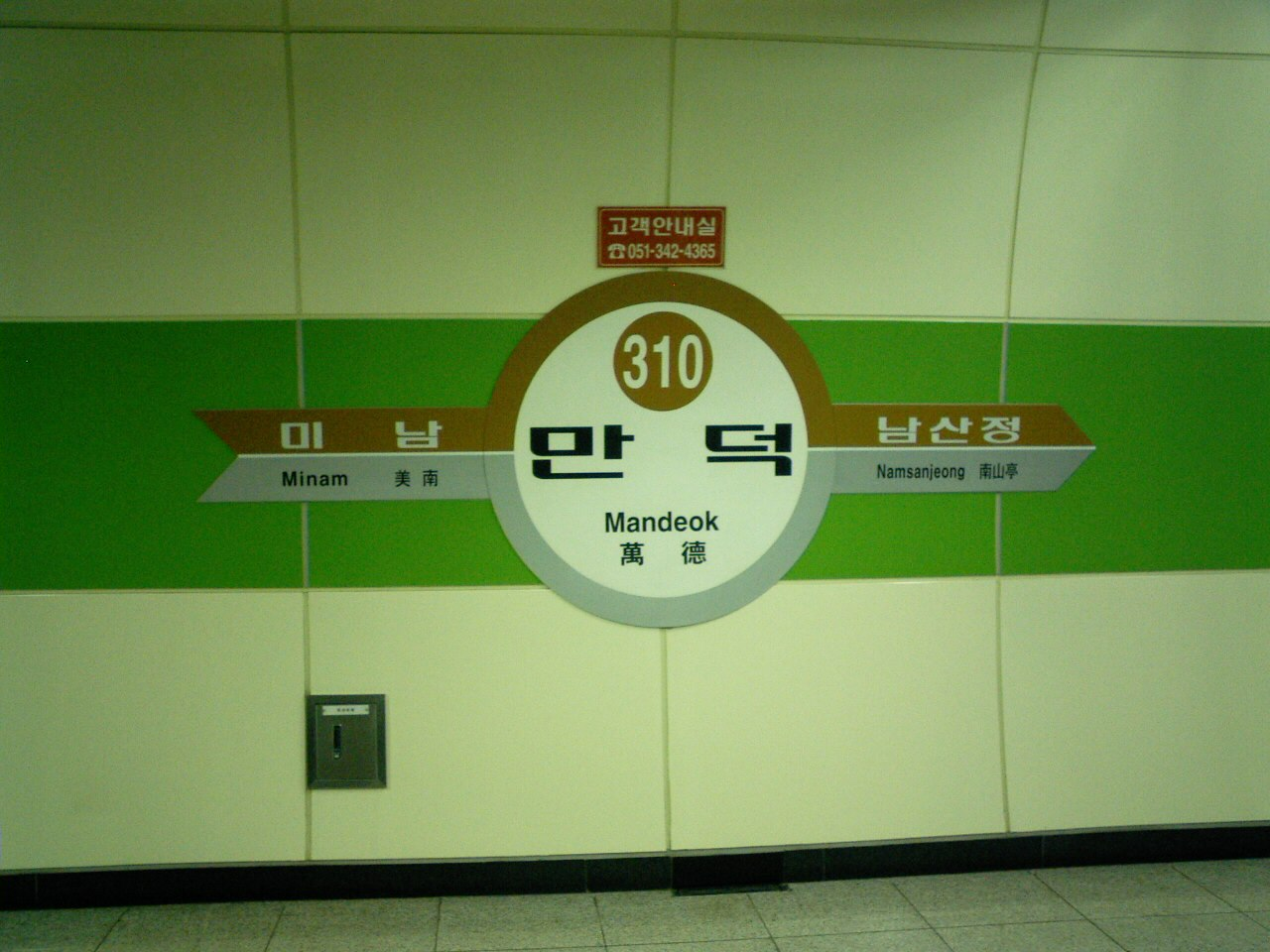
駅名標

### のりば
| 上り | 3号線 | 水営方面 |
| 下り | 3号線 | 大渚方面 |

## 歴史
- 2005年11月18日 - 開業。

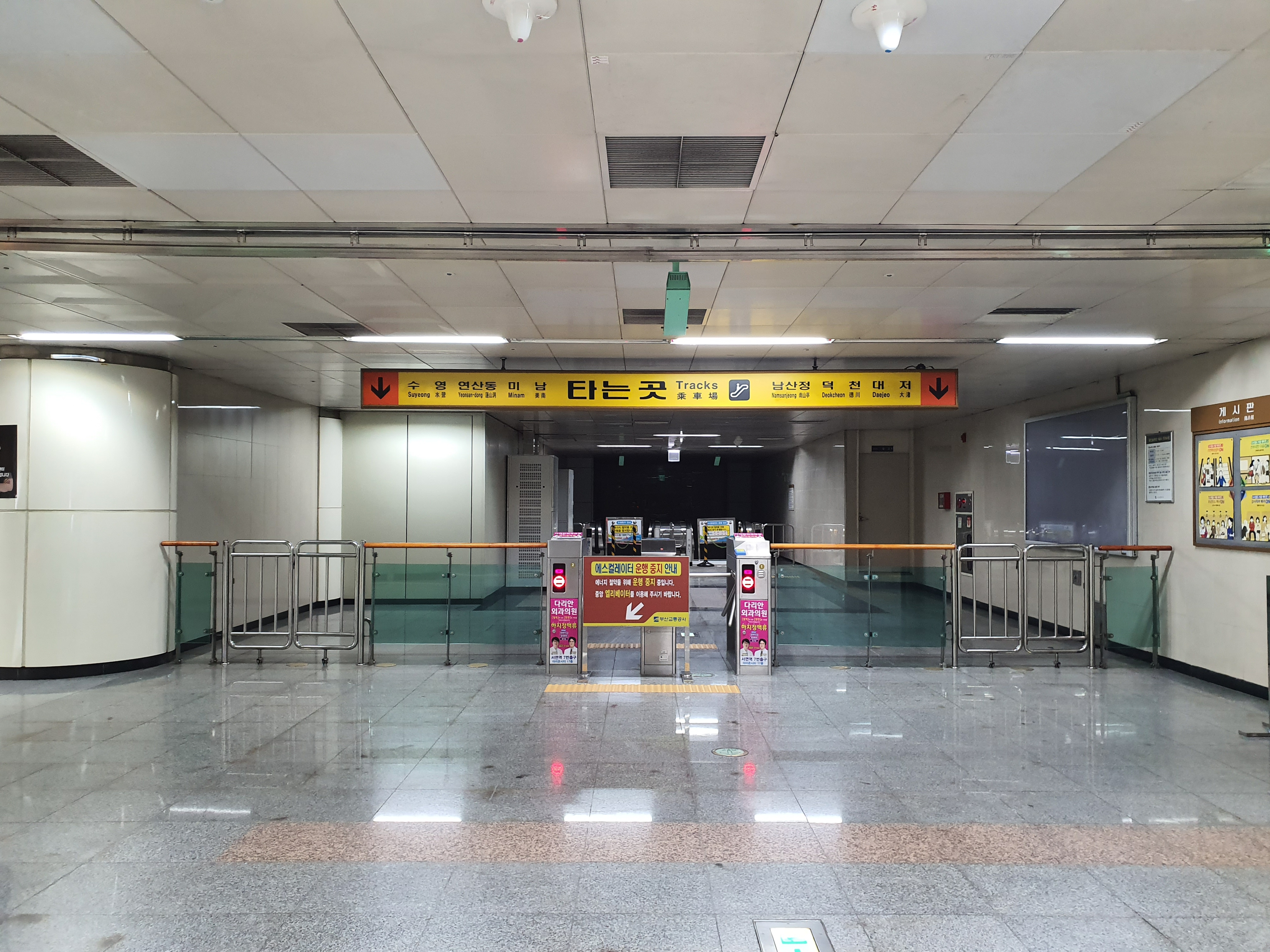
閉鎖されたエスカレーター前の改札口（2019年12月）

## 駅周辺
- 万徳1洞住民センター
- 万徳2洞住民センター
- 万徳1洞行政福祉センター
- 白山初等学校
- 白楊初等学校
- 白楊中学校

## 隣の駅
釜山交通公社
 3号線
美南駅 (309) - 万徳駅 (310) - 南山亭駅 (311)